# 1820
| 1820                        |
| --------------------------- |
| Dødsfald - Fødsler          |
| • Begivenheder • Litteratur |

| Gregoriansk kalender | 1820 MDCCCXX            |
| Ab urbe condita      | 2573                    |
| Armensk kalender     | 1269 ԹՎ ՌՄԿԹ            |
| Kinesiske kalender   | 4516 – 4517 己卯 – 庚辰 |
| Etiopisk kalender    | 1812 – 1813             |
| Jødisk kalender      | 5580 – 5581             |
| Hindukalendere       |                         |
| - Vikram Samvat      | 1875 – 1876             |
| - Shaka Samvat       | 1742 – 1743             |
| - Kali Yuga          | 4921 – 4922             |
| Iransk kalender      | 1198 – 1199             |
| Islamisk kalender    | 1235 – 1236             |

Året 1820 startede på en lørdag.
Konge i Danmark: Frederik 6. 1808-1839

## Begivenheder
- H. C. Ørsted opdager elektromagnetismen.
- 8. januar – Det Forenede Kongerige indgår en traktat (General Maritime Treaty) med forskellige arabiske stammer ved den Persiske Bugt. I traktaten fastlægges det at de venligtsindede arabiske stammer skal benytte en hvid kant på deres hidtidige røde flag.
- Januar – Antarktis opdages i slutningen af måneden; Der er diskussion om hvem der var først: Englænderen Edward Bransfield, russeren Fabian von Bellingshausen eller amerikaneren Nathaniel Palmer.
- 15. marts – Maine bliver optaget som USA's 23. stat.
- 16. juli – Studenterforeningen stiftes.

## Født
- 5. januar – Stefan Ankjær, dansk militær topograf, fødes i Horsens
- 2. februar – Hans Egede Schack, dansk embedsmand og forfatter (skrev Phantasterne)
- 11. juli - Friedrich Spiegel, tysk orientalist (død 1906)
- 6. oktober – Jenny Lind, operasanger, kendt som "den svenske nattergal".
- 28. november – Friedrich Engels (skrev sammen med Karl Marx det Kommunistiske Manifest). Han dør i 1895

## Dødsfald
- 26. september – Daniel Boone (født 1734), amerikansk nybygger og pioneer

## Kunst og kultur
- Maleriet Mendel Levin Nathansons ældste døtre, Bella og Hanna af C.W. Eckersberg